# Teatro di figura
Teatro di figura è quella particolare arte teatrale che utilizza burattini, marionette, pupazzi, ombre, oggetti, come protagonisti dello spettacolo teatrale e segni di un linguaggio fortemente visivo e sensoriale.
Il termine "teatro di figura" si è affermato in Italia alla fine degli anni '70, come termine generico e riassuntivo, sostituendo "teatro di animazione", spesso confuso semanticamente con l'animazione teatrale e sociale. Nel termine "teatro di figura", analogamente a molte altre lingue e culture si riassume così il concetto di un'azione teatrale specifica e quello, corposo, dei manufatti ad essa necessari, appunto le "figure" (nel significato di derivazione latina di oggetto modellato).
In buona parte del mondo, l'animazione (o la manipolazione, a seconda della cultura) del teatro di figura rimane solo parzialmente conosciuta. Tra le tecniche più famose ci sono i burattini a guanto, o a bastone (marotte), le marionette a fili o a bastone (pupi), i fantocci e i pupazzi, gli oggetti, le ombre e le silhouette, il teatro nero e il bunraku.

## Drammaturgia del teatro di figura
La drammaturgia del teatro di figura deve le sue caratteristiche peculiari, nella sua forma, all'originalissimo linguaggio di base (con una sua grammatica precisa di segni e movimenti) derivante dal suo supporto materiale: la mano e le dita. A partire da queste radici comuni (ribadite anche sperimentalmente) si sono sviluppate forme molto simili di burattini in diverse parti del mondo, con drammaturgie elementari e strutturalmente identiche.
Le "teste di legno" e i loro compagni d'ombre, nelle loro forme "radicali" e primordiali sono esistiti da sempre (da quando l'evoluzione dei movimenti della mano li ha generati). Hanno preso in prestito caratteri, maschere e tipologie narrative da altri aspetti "più forti" del teatro, della religione e della cultura a loro contemporanei.

## Storia

### Le origini
La rappresentazione e l'animazione di figure antropomorfe è un fenomeno universale, probabilmente di origine religiosa, le cui origini si perdono nella notte dei tempi e si confondono con la nascita del teatro: negli ancestrali culti di statue di dei mosse da corde e fili, passando per la maschera e legando la storia della marionetta a quella dell'attore in carne ed ossa e quindi dell'uomo.
Storicamente l'origine delle figure animate può essere attribuita all'India (Chesnais), dove si trovano tracce di spettacoli con marionette religiose risalenti all'XI secolo a.C. Il teatro di figura sembra aver preceduto il teatro con attori in carne e ossa, perché la rappresentazione degli dei era una pratica vietata agli uomini. In questo senso, i marionettisti detti sutradhara (colui che narra, che tira i fili) erano figure sociali prese in grande considerazione. 
Si narra addirittura che il primo marionettista nacque dalla bocca di Brahmā. Gli spettacoli erano allestiti soprattutto la sera su un palco di bambù provvisto di sipario. La rappresentazione era accompagnata da un'orchestra e i movimenti delle marionette seguivano il suono del fischietto del sutradhara.
I personaggi principali sono proprio Sutradhara, letteralmente "colui che tira i fili" e Vidouchaka. Quest'ultimo è "nano e gobbo, con degli enormi denti e gli occhi gialli e completamente calvo"; ridicolo nelle espressioni e nel costume, concupiscente e lubrico, ciarlone e volgare, picchiatore inesorabile, è il prototipo dei Pulcinella di tutto il mondo. Altri personaggi sono eroi ed eroine, nobili e dei tra i quali Krishna.

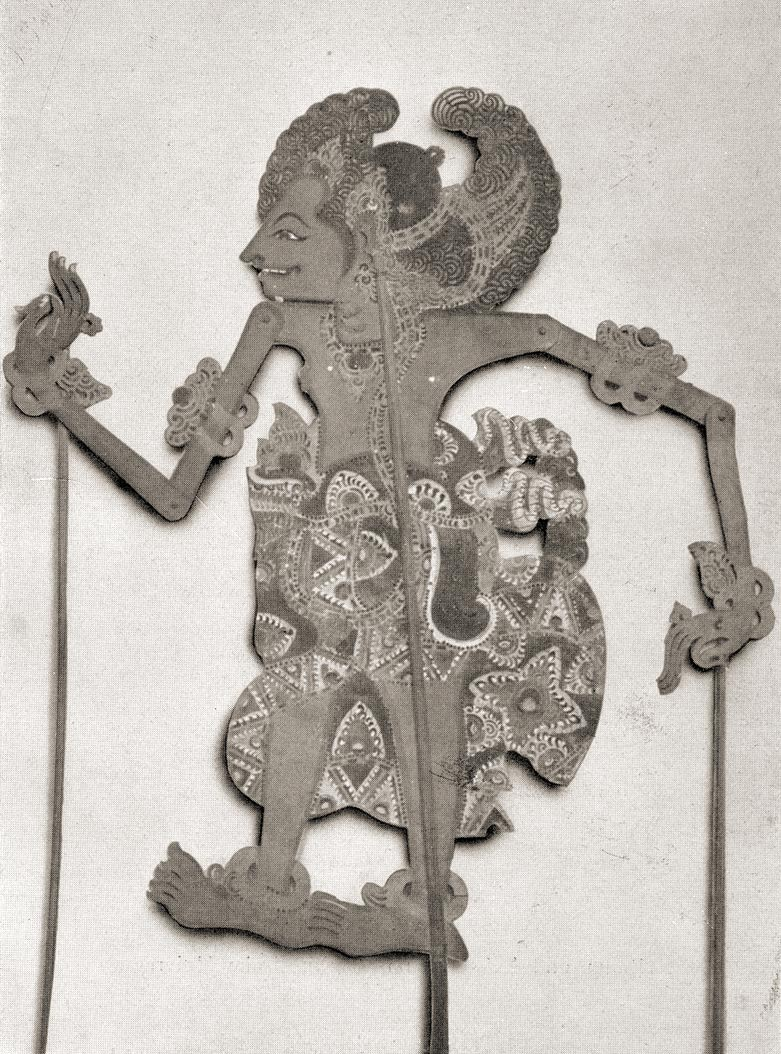
Figura del teatro d'ombre Wayang Kulit di Bali

Nel suo passaggio ad occidente Vidouchaka prende, in Turchia, il nome di Karagöz, letteralmente "occhio nero". In origine questo è costituito da una figurina di pelle colorata, mostrata al pubblico da dietro uno schermo di stoffa semi-trasparente. Molte sono le leggende legate a questo personaggio: la più interessante è quella che lo vuole bottegaio davanti alla moschea del sultano. Karagöz e l'inseparabile amico Hadjivad sono due commercianti che hanno le loro botteghe vicino alla moschea in costruzione. Le loro chiacchiere e le loro storie divertenti distraggono però gli operai che procedono a rilento con i lavori alla moschea. Messo a conoscenza del fatto, lo stesso sultano si mette ad ascoltare dal palazzo le chiacchiere dei due. Se pur divertenti, le loro storie sono però irriverenti nei confronti delle autorità e in più disturbano gli operai. Il sultano decide così di far tagliare la testa ai due manigoldi in modo da riportare la calma e far riprendere i lavori. Dopo un po' di tempo, annoiato e nostalgico delle divertenti storielle dei due, il potente signore decide di farli rivivere creando delle marionette a loro immagine.

La fama e la fortuna di Karagöz lo fanno conoscere anche in Grecia, sebbene in una versione molto più simile a Pulcinella, e in Nord Africa, dove prende il nome di Karacouche. Pur conservando le caratteristiche primordiali (calvizie, pancione, gobba) e il carattere dominato dall'appagamento degli istinti animali, con il tempo il nostro personaggio perde l'enorme attributo che, in nome della morale, viene sostituito da un bastone. La silhouette colorata diviene un'ombra nera.

### L'antichità
Anche se non esistono prove documentali, sembra che in Egitto ci fossero delle statue animate che venivano utilizzate nei riti ieratici in favore del dio Osiride. Cronache di questi riti si ritrovano in molti autori greci, soprattutto in Erodoto.
E proprio la Grecia classica riporta i primi testi scritti per marionette, insieme a un vasto repertorio di statue animate (Neurospastos). Anche in questo caso si tratta di testi sacri per il culto del dio Bacco.
Secondo lo studioso Magnin, gli antichi muovevano le marionette dall'alto, almeno fino all'arrivo dei "castelli" per burattini. Con il passaggio dal teatro greco a quello latino, le bambole articolate perdono il loro carattere religioso a favore di un utilizzo ludico e ricreativo, divenendo rapidamente un gioco popolare.
Gli stessi costumi, in un primo periodo sacri, divengono in seguito quelli grotteschi del dramma satiresco, legato a Pan e ai Sileni in Grecia e alle farse atellane a Roma. Riportano testimonianze di spettacoli di marionette Platone, Aristotele, Orazio, Marco Aurelio, Petronio, Galliano, Apuleio, Tertulliano.
I personaggi descritti, oltre che per la pancia prominente e la gobba, sono caratterizzati da un fallo enorme, a ricordo degli antichi culti in favore di Osiris descritti da Erodoto. Presso i romani ritroviamo pupazzi animati di tutti i tipi (pupae, homunculi, ligneolae hominum figurae...) a volte simili a burattini, altre a marionette.
L'evoluzione romana degli spettacoli porta alla pantomima, espressa nel canticum, traduzione lirica o epica dell'azione, resa dall'attore. I soggetti sono perlopiù storie bibliche, leggende di santi, ma anche racconti profani dove emergono le figure di Pappus e Maccus, il primo progenitore europeo di Pulcinella.

### Il Medioevo

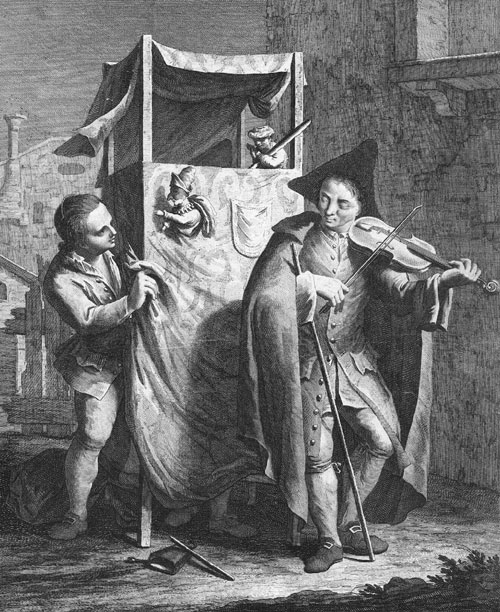
Teatro di burattini italiano del XVIII secolo. Incisione di Giovanni Volpato, Venezia, ca. 1770

È durante il medioevo che nascono le tecniche tuttora in uso in Europa e i burattini vedono il loro diffondersi negli ambiti popolari, fuori dei fasti della Chiesa, che utilizzava delle statue animate per incentivare la fede dei cristiani. "In Italia il burattinaio ha un'origine modesta, è perlopiù analfabeta ed il suo pubblico è il popolo della campagna o il non colto della città." (Bagno). Le rappresentazioni venivano portate nei villaggi, alle fiere e nei mercati. È intorno al XVII secolo che i burattini hanno il loro massimo splendore, quando la loro storia si mescola e si confonde con quella delle maschere della Commedia dell'arte. E cos'è in effetti il burattino se non la proiezione della maschera, che si allontana dal volto e dalla testa dell'uomo/attore per giungere, più autonoma, alle mani del burattinaio? Il braccio diviene così corpo e anima del burattino.
Di tutti i personaggi della Commedia, è la figura di Pulcinella - burattino quella che riscuote il maggior successo, rigenerando le tradizioni locali dei burattinai precedenti, in diverse occasioni assorbendoli e trasformandosi. Numerosi sono nei secoli i personaggi "trasformazioni" di Pulcinella, protagonisti di nuove tradizioni del teatro dei burattini in tutta Europa. Soprattutto in Francia dove nacque Polichinelle e in Inghilterra dove si affermò Punch con un repertorio originale e fortemente legato alla tradizione medioevale inglese e metropolitana. Tra gli altri vanno citati, inoltre, Petruška in Russia, Don Cristobal in Spagna, Dom Roberto in Portogallo, Vasilache in Romania, Hanswurst in Germania, Kasperl in Austria.

#### Pulcinella & C.

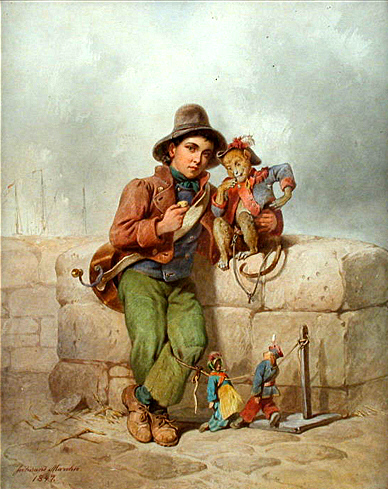
Teatro di strada con pupazzi danzanti

Al di là della Commedia dell'Arte il personaggio di Pulcinella si è sviluppato autonomamente nel teatro dei burattini, di cui è ormai l'emblema. Il Pulcinella burattino non è più servo e servitore, ma un archetipo di vitalità, un anti-eroe ribelle e irriverente, alle prese con le contrarietà del quotidiano e i nemici più improbabili. Il Pulcinella delle guarattelle è un protagonista assoluto, che affronta di volta in volta i personaggi più diversi, umani, animali o demoni. Vi è nello spettacolo delle guarattelle (e di tipi di burattini primordiali di altri paesi) uno schema di straordinaria efficacia teatrale. L'uso del bastone e della pivetta (sorta di ancia che si pone al palato creando la tipica voce metallica di Pulcinella) danno all'azione un aspetto surreale, comico-drammatico di grande attrazione.
Fonti tradizionali considerano Pulcinella come personaggio all'origine delle tradizioni europee. L'esistenza di tradizioni precedenti di burattini simili (in Iran, Cina, e così via) contrasta però con un'interpretazione estensiva dell'influenza del Pulcinella napoletano. La meraviglia delle guarattelle sta proprio in questo: di essere una forma e un linguaggio teatrale semplice, universale e antichissimo; e nello stesso tempo di essere permeate degli umori della cultura partenopea (condividendo in parte i caratteri del Pulcinella attore o maschera del carnevale).
Nel XIX secolo nasce, per iniziativa della famiglia Kemeny nel Parco di Budapest Vitez Lazlo, con caratteristiche molto simili ai predecessori, a dimostrazione della vitalità di questa forma teatrale e della sua capacità, mantenendo i tratti basilari, di reinventarsi continuamente. Gli ultimi nati nella famiglia delle maschere europee del teatro dei burattini sono opera di due burattinai italiani: rispettivamente Väinö in Finlandia, ad opera del napoletano Roberto Vernetti, e Półpuszka in Polonia, ad opera del ravennate Massimiliano Venturi.
La tradizione dei burattini napoletani, le guarattelle, è recentemente rifiorita a livello locale e nazionale, portando in scena Pulcinella come personaggio principale.